# Open the Twin Gate Championship
Le Open the Twin Gate Championship est une ceinture par équipe de catch de la Dragon Gate, fédération se trouvant au Japon. Il est créé le 12 octobre 2007.

## Règnes combinés

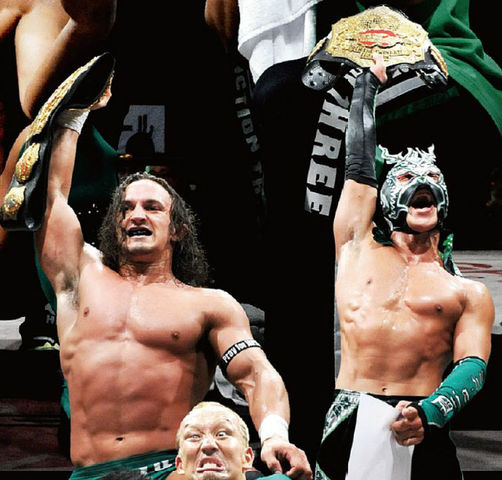
Junction Three (Dragon Kid et Pac avec les titres en 2011.

## Histoire du titre
| Catcheur:                                                       | Nbre de fois: | Date:             | Villes:         | Notes: |
| --------------------------------------------------------------- | ------------- | ----------------- | --------------- | --- |
| Muscle Outlaw'z (Masato Yoshino et Naruki Doi)                  | 1             | 12 octobre 2007   | Tokyo, Japon    | battent Tozawajuku (Keni'chiro Arai & Taku Iwasa) pour unifier les titres avec les Dragon Gate I-J Heavyweight Tag Team Championship. |
| Tozawajuku (Keni'chiro Arai et Taku Iwasa)                      | 1             | 8 février 2008    | Tokyo, Japon    | |
| Typhoon(Ryo Saito et Susumu Yokosuka)                           | 1             | 5 mai 2008        | Nagoya, Japon   | |
| World-1 (Masato Yoshino (2) et Naruki Doi (2))                  | 2             | 26 septembre 2008 | Osaka, Japon    | |
| Real Hazard (Cyber Kong et Yamato)                              | 1             | 5 octobre 2008    | Fukuoka, Japon  | |
| WARRIORS-5 (Gamma et Susumu Yokosuka (2))                       | 1             | 1er mars 2009     | Osaka, Japon    | |
| Real Hazard (Ryo Saito (2) et Genki Horiguchi)                  | 1             | 5 mai 2009        | Aichi, Japon    | |
| Kamikaze (Shingo Takagi et Yamato (2))                          | 1             | 17 septembre 2009 | Tokyo, Japon    | |
| Warriors-5 (CIMA et Gamma (2))                                  | 1             | 27 décembre 2009  | Tokyo, Japon    | |
| Vacant                                                          | Vacant        | 27 décembre 2009  | Tokyo, Japon    | CIMA et Gamma abandonne immédiatement les titres et se déclarent champions provisoires. |
| Warriors-5 (CIMA (2) et Gamma (3))                              | 2             | 10 février 2010   | Tokyo, Japon    | battent World-1 (Masato Yoshino et Naruki Doi) pour gagner les titres vacants. |
| KAMIKAZE (Cyber Kong (2) et Shingo Takagi (2))                  | 1             | 22 mars 2010      | Tokyo, Japon    | |
| K-neSuka (K-ness et Susumu Yokosuka (3))                        | 1             | 13 mai 2010       | Tokyo, Japon    | |
| Gamma (4) et Naruki Doi (3)                                     | 1             | 23 novembre 2010  | Osaka, Japon    | |
| Masaaki Mochizuki et Don Fujii                                  | 1             | 10 janvier 2011   | Nagoya, Japon   | |
| Blood Warriors (Genki Horiguchi (2) et Ryo Saito (3))           | 2             | 6 février 2011    | Fukuoka, Japon  | |
| Junction Three (Dragon Kid et Pac)                              | 1             | 19 juin 2011      | Fukuoka, Japon  | |
| Blood Warriors (CIMA (3) et Ricochet)                           | 1             | 17 juillet 2011   | Kōbe, Japon     | |
| Vacant                                                          | Vacant        | 30 novembre 2011  | Tokyo, Japon    | Ricochet et CIMA rendent les titres vacants pour que Ricochet se concentre sur la défense de l'Open the Brave Gate Championship et pour que CIMA se concentrer sur la poursuite de l'Open the Dream Gate Championship.                                        |
| Blood Warriors/Mad Blankey (Akira Tozawa et BxB Hulk)           | 1             | 1er décembre 2011 | Tokyo, Japon    | |
| Jimmyz(Jimmy Kagetora et Jimmy Susumu (4))                      | 1             | 4 mars 2012       | Osaka, Japon    | |
| Mad Blankey (BxB Hulk (2) et Naoki Tanisaki)                    | 1             | 10 juin 2012      | Sapporo, Japon  | |
| Akatsuki (Shingo Takagi (3) et Yamato (3))                      | 2             | 22 juillet 2012   | Kōbe, Japon     | |
| Kaettekita Veteran-gun (Masaaki Mochizuki (2) et Don Fujii (2)) | 2             | 23 septembre 2012 | Tokyo, Japon    | |
| Mad Blankey (BxB Hulk (3) et Uhaa Nation)                       | 1             | 2 mars 2013       | Osaka, Japon    | |
| Akatsuki (Shingo Takagi (4) et Yamato (4))                      | 3             | 5 mai 2013        | Aichi, Japon    | |
| Mad Blankey (Akira Tozawa (2) et BxB Hulk (4))                  | 3             | 15 juin 2013      | Fukuoka, Japon  | |
| World-1 International (Naruki Doi (4) et Ricochet (2))          | 1             | 21 juillet 2013   | Kōbe, Japon     | |
| Oretachi Veteran-gun (Dragon Kid (2) et K-ness (2))             | 1             | 30 août 2012      | Osaka, Japon    | |
| Vacant                                                          | Vacant        | 7 septembre 2013  | Tokyo, Japon    | Le titre a été libéré après que dragon Kid se soit blessé subi une blessure au genou. |
| Millennials (Eita et T-Hawk)                                    | P             | 28 septembre 2013 | Kōbe, Japon     | Battent Mad Blankey (BxB Hulk et Yamato) en finale du Summer Adventure Tag League 2013 pour devenir les champions provisoires. |
| Millennials (Eita et T-Hawk (2))                                | 1             | 3 novembre 2013   | Osaka, Japon    | battent Oretachi Veteran-gun (Dragon Kid et K-ness) pour devenir les champions officiels. |
| Mad Blankey (Yamato (5) et Naruki Doi (5))                      | 1             | 8 décembre 2013   | Hokkaido, Japon | |
| Monster Express (Akira Tozawa (3) et Shingo Takagi (5))         | 1             | 22 décembre 2013  | Fukuoka, Japon  | |
| Millennials (Eita (2) et T-Hawk (3))                            | 2             | 20 juillet 2014   | Kōbe, Japon     | |
| Osaka06 (CIMA (4) et Gamma (5))                                 | 3             | 2 novembre 2014   | Osaka, Japon    | |
| Millennials (Eita (3) et T-Hawk (4))                            | 3             | 3 décembre 2014   | Tokyo, Japon    | |
| Mad Blankey (Cyber Kong (3) et Yamato (6))                      | 2             | 28 décembre 2014  | Fukuoka, Japon  | . |
| Monster Express (Masato Yoshino (3) et Shachihoko Boy)          | 1             | 1er mars 2015     | Osaka, Japon    | |
| Mad Blankey/VerserK (Yamato (7) et Naruki Doi (6))              | 2             | 13 juin 2015      | Fukuoka, Japon  | Mad Blankey s'est dissous et leur règne a continué en tant que membre du groupe VerserK. |
| Monster Express (T-Hawk (5) et Big R Shimizu)                   | 1             | 6 mars 2016       | Osaka, Japon    | . |
| Jimmyz (Jimmy Kagetora (3) et Jimmy Susumu (6))                 | 1             | 19 juin 2016      | Kyoto, Japon    | |
| Over Generation (CIMA (5) et Dragon Kid (3))                    | 1             | 3 novembre 2016   | Osaka, Japon    | . |
| Vacant                                                          | Vacant        | 5 décembre 2017   | Tokyo, Japon    | Le titre a été libéré après que Dragon Kid se soit blessé subi une blessure au genou. |
| VerserK / ANTIAS (Eita et T-Hawk)                               | 4             | 23 décembre 2017  | Fukuoka, Japon  | Lors de Final Gate 2017, ils battent CIMA et Jimmy Susumu et remportent les titres vacants pour la quatrième fois. Le 13 janvier 2018, VerserK est renommé et s'appelle dorénavant ANTIAS.                                                                    |
| MaxiMuM (Big R Shimizu (2) et Ben-K)                            | 1             | 6 mai 2018        | Aichi, Japon    | . |
| Tribe Vanguard (Yamato (8) et BxB Hulk (5))                     | 1             | 22 juillet 2018   | Kobe, Japon     | ,. |
| Vacant                                                          | Vacant        | 19 décembre 2018  | Tokyo, Japon    | Le titre a été libéré après que BxB Hulk est une blessure à la nuque. |
| R.E.D (Big R Shimizu (3) et Ben-K) (2)                          | 2             | 23 décembre 2018  | Fukuoka, Japon  | Lors de Final Gate 2018, ils battent Tribe Vanguard (Kagetora et Yamato), Speed Muscle (Masato Yoshino et Naruki Doi) et MexaBlood (Bandido et Flamita) dans un Four-Way Élimination Tag Team Match pour remporter les titres vacants pour la deuxième fois,. |
| Tribe Vanguard (Yamato (9) et Kai)                              | 1             | 28 avril 2019     | Fukuoka, Japon  | . |
| R.E.D (Eita (5) et Big R Shimizu (4))                           | 1             | 21 juillet 2019   | Kobe, Japon     | Lors de Kobe Pro-Wrestling Festival 2019, ils battent Tribe Vanguard (Yamato et Kai) dans un Triple Threat Elimination Match qui comprenaient également MaxiMuM (Kaito Ishida et Naruki Doi) pour remporter les titres.                                       |
| Tribe Vanguard (Yamato (10) et BxB Hulk (6))                    | 1             | 15 décembre 2019  | Fukuoka, Japon  | . |
| Vacant                                                          | Vacant        | 21 décembre 2019  | Kyoto, Japon    | Le titre a été libéré après que BxB Hulk se soit retourné contrecontre Yamato pour rejoindre R.E.D. |
| R.E.D (BxB Hulk (7) et Kazma Sakamoto)                          | 1             | 15 janvier 2020   | Tokyo, Japon    | Ils participent à un tournoi qui détermine les nouveaux Champions qu'ils remportent le 15 janvier 2020 en battant Yamato et Ben-K. |
| Dragon Gate (Jason Lee et Kota Minoura)                         | 1             | 2 août 2020       | Wakayama, Japon | . |
| Vacant                                                          | Vacant        | 14 novembre 2020  | Fukuoka, Japon  | Le titre a été libéré après que Lee ait enregistré une forte fièvre. |
| R.E.D (BxB Hulk (8) et Kai) (2)                                 | 1             | 15 novembre 2020  | Kobe, Japon     | Lors de Kobe Pro Wrestling Festival, ils battent Dragon Gate (Yamato et Kota Minoura) et remportent les titres vacants. |
| Masaaki Mochizuki et Takashi Yoshida                            | 1             | 7 mars 2021       | Osaka, Japon    | |
| R.E.D (Kaito Ishida et Kazma Sakamoto (2))                      | 1             | 5 mai 2021        | Aichi, Japon    | . |
| Natural Vibes (KING Shimizu (5) et Susumu Yokosuka (7))         | 1             | 31 juillet 2021   | Kōbe, Japon     | . |
| Naruki Doi et Takashi Yoshida                                   | 1             | 27 novembre 2021  | Sendai, Japon   | . |
| R.E.D (H.Y.O et SB KENTo)                                       | 1             | 26 décembre 2021  | Fukuoka, Japon  | ,. |
| D'Courage (Dragon Dia et Yuki Yoshioka)                         | 1             | 13 janvier 2022   | Tokyo, Japon    | |